# De Bergeend
De dubbele arbeiderswoning De Bergeend is een gemeentelijk monument aan het Heezerspoor Westzijde 6-8 in Soest in de provincie Utrecht. Het huis ligt op een open plek tussen de bomen, op zo'n veertig meter van de weg.
Eigenaar Jacob Philip Albert Leonard Ram van landgoed De Paltz liet deze woningen bouwen tussen 1863 en 1865. In de jaren 1860 werd ook de Spoorlijn Utrecht - Amersfoort aangelegd, die op een 150 meter achter De Bergeend langs loopt. Oorspronkelijk waren het drie huizen, maar na beschadigingen in de Tweede Wereldoorlog werd er in 1945-1946 een dubbele woning van gemaakt.
De nok van het pand staat haaks op het Heezerspoor. De gevels zijn gedecoreerd met lisenen. De voorzijde en achterzijde zijn symmetrisch ingedeeld met twee schuifvensters met daarin vier ruitjes. De bovenlichten van de ruiten en de deur aan de linkerzijde zijn kepervormig. Naast deze deur zijn net zulke vierruits schuifvensters gemaakt als aan de voor- en achterzijde.